# Sonnleithenbach
Der Sonnleithenbach, auch Aschbach und Sonnleitenbach, ist ein Bach in der Gemeinde Ulrichsberg in Oberösterreich. Er ist ein Zufluss der Großen Mühl.

## Geographie
Der Bach entspringt im Waldgebiet des Böhmerwalds auf einer Höhe von 774 m ü. A. Er weist eine Länge von 2,61 km auf und fließt Richtung Südwesten. Er mündet auf einer Höhe von 553 m ü. A. linksseitig in die Große Mühl. In seinem 2,76 km² großen Einzugsgebiet liegen die Siedlungen Sonnleiten und Schindlauer Häuseln sowie der Einzelhof Kühböck.

## Umwelt
Am unteren Abschnitt des Bachs erstreckt sich die vier Hektar große Schmetterlingswiese, die im Eigentum der Österreichischen Naturschutzjugend steht. Der Sonnleithenbach ist Teil der 22.302 Hektar großen Important Bird Area Böhmerwald und Mühltal. Sein oberer Abschnitt und sein Mündungsbereich gehören zum 9.350 Hektar großen Europaschutzgebiet Böhmerwald-Mühltäler.